# Hani Al-Dhabit
Hani Al-Dhabit Faraj Bait Al-Noobi (en árabe : هاني الضابط فرج بيت النوبي ), comúnmente conocido como Hani Al-Dhabit, es un exfutbolista omaní que jugó como delantero y mediocampista en Dhofar SCSC de la Liga Profesional de Omán. 

## Carrera

### Clubes
Hani Al-Dhabit desarrolló mayormente su carrera en club deportivo más exitoso de Omán, Dhofar SCSC y ha estado en el equipo durante más de 10 años. Fue el capitán de Dhofar y vistió la camiseta número 14, como lo había hecho anteriormente a lo largo de su carrera con el equipo nacional.
También ha jugado para varios clubes cómo Baniyas SC de los Emiratos Árabes Unidos , Al Sadd SC de Catar y Al Jahra SC de Kuwait.

### Intercontinental
Jugó para el equipo nacional de fútbol de Omán desde 1998 hasta 2008 y fue el capitán del equipo en 2002 y 2003. Su temporada más exitosa para el equipo nacional fue durante 2001-02 y fue el máximo goleador mundial en partidos internacionales en 2001.
Hizo su debut con Omán en la Copa de las Naciones del Golfo, marcando un gol en el partido contra el Bahrian. En esa ocasión, también anotó un triplete contra Kuwait, el equipo más exitoso en la historia del fútbol de Asia occidental. También anotó un gol en el partido contra Catar y con sus cinco goles se convirtió en el bombardero del año, superando a Raúl, Michael Owen y Luís Figo, también contando los 17 goles marcados con Dhofar. En la edición de 2003 se convirtió en el capitán de su equipo nacional, pero el entrenador checo Milan Máčala lo empleará muy pocas veces, pero aun así logró anotar un penal en la final perdida contra el anfitrión de Catar. Hani participó en la Copa de Naciones del Golfo 2004 en Catar, y participó como comentarista deportivo en un programa de televisión en Al Jazeera, durante la Copa de Naciones del Golfo 2009, comentando el juego de su equipo nacional contra Arabia Saudita.

## Clubes
| Club          | País                   | Año       |
| ------------- | ---------------------- | --------- |
| Dhofar Club   | Omán                   | 1996-2001 |
| Bani Yas Club | Emiratos Árabes Unidos | 2002      |
| Al Sadd       | Catar                  | 2002-2003 |
| Dhofar Club   | Omán                   | 2003-2004 |
| Al Jahra      | Emiratos Árabes Unidos | 2005      |
| Dhofar Club   | Omán                   | 2005      |

## Palmarés

### Club
- Con Dhofar
- Liga de Omán (3): 1998–99 , 2000–01 , 2004–05 ; Subcampeón 2007–08 , 2009–10
- Sultan Qaboos Cup (3): 1999, 1999, 2006; Subcampeón 2002, 2009
- Supercopa de Omán (2): 1999, 2000 subcampeón 2012
- Copa de la Liga Profesional de Omán (1): 2012-13 ; Subcampeón 2014–15
- Gulf Club Champions Cup (0): Subcampeón 1996
- Baniyas SC International Tournament (1): Ganador 2014
- Con Al-Sadd
- Qatar Crown Prince Cup (1): 2003
- Copa Emir de Catar (1): 2003

### Individuales
- Máximo goleador de todos los tiempos de la selección de Omán.
- Máximo goleador del año de IFFHS (1): 2001.
- Máximo goleador de la Copa del Golfo de Arabia de 2003.